# زنان در وب

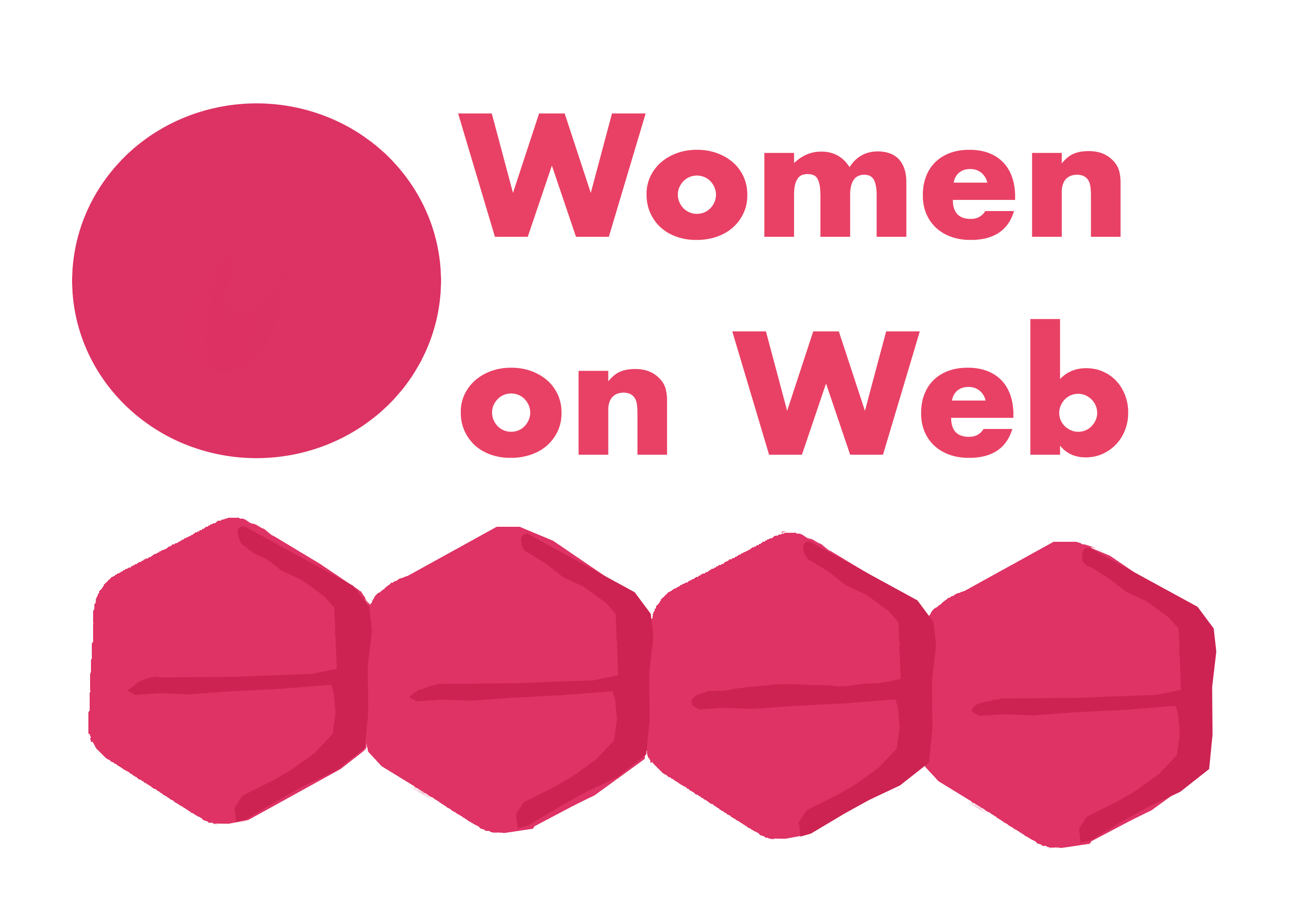
لوگوی زنان در وب

زنان در وب نام مؤسسه غیردولتی کمک و مشاوره آنلاین برای سقط جنین، در کشورهایی است که امکان سقط جنین مطمئن برای زنان وجود ندارد.
خدمات این مؤسسه شامل ارسال پستی داروهای میفه‌پریستون (Mifepristone) و میزوپروستول (Misoprostol) به نشانی متقاضیان است که پیش از هفته نهم بارداری و با مشاوره پزشک مؤسسه انجام می‌شود. داروها فقط به کشورهایی که سقط جنین در آن‌ها محدود یا ممنوع است فرستاده می‌شود.
دفتر این مؤسسه در هلند است.
دکتر ربکا خومپرتس بنیان‌گذار مؤسسه، باهمکاران هم‌فکرش با کَشتی به سواحل کشورهای مختلف می‌رفتند و به زنان برای سقط جنین کمک می‌کردند.
آن‌ها چند بار به سفر دریایی رفتند و بار آخر در ماه اوت سال ۲۰۰۴ که عازم پرتغال بودند، به آن‌ها اجازه ورود به بندر داده نشد.
وزیر دفاع پرتغال، این گروه را «تهدیدی برای امنیت ملی» قلمداد کرد و کَشتی جنگی فرستاد تا کشتی آن‌ها را متوقف کند.
پس از آن آن‌ها راه دیگری برای کمک به زنان خواهان سقط جنین پیدا و پروتکلی را روی وب‌سایتشان منتشر کردند تا زنان بتوانند خودشان بدون خطر و به‌وسیله دارویی به نام میزوپروستول (Misoprostol) سقط جنین کنند.